# Neobuxbaumia macrocephala
Neobuxbaumia macrocephala är en kaktusväxtart som först beskrevs av Frédéric Albert Constantin Weber och Karl Moritz Schumann, och fick sitt nu gällande namn av Elmer Yale Dawson. Neobuxbaumia macrocephala ingår i släktet Neobuxbaumia och familjen kaktusväxter. Inga underarter finns listade i Catalogue of Life.